# Homoeocera ianthina
Homoeocera ianthina là một loài bướm đêm thuộc phân họ Arctiinae, họ Erebidae.